# Шудря, Николай Архипович
Никола́й Архи́пович Шудря (1935—2012) — советский и украинский сценарист. Заслуженный деятель искусств Украины (2006).

## Биография
Родился 5 января 1935 года в селе Весёлый Подол (ныне Семёновский район, Полтавская область, Украина).
В 1958 году окончил КГУ имени Т. Г. Шевченко.
В 1980—1991 годах работал редактором журнала «Украина». С 1991 года стал главным редактором журнала «Звёздный ключ».
Умер 27 марта 2012 года. Похоронен в Киеве на Байковом кладбище.

## Фильмография
- Сергей Подолинский (1969);
- Преодолевая земное притяжение (1970);
- Открой себя (1972, в соавторстве);
- Тарас (1989, в соавторстве);
- Три храмы на ладони (1989).

## Награды
- Государственная премия УССР имени Т. Г. Шевченко (1991) — за сценарии документальных фильмов «Открой себя», «Тарас», «Перед иконой»;
- две премии СЖУ «Золотое перо» (1986; 1990).